# Місто-сад

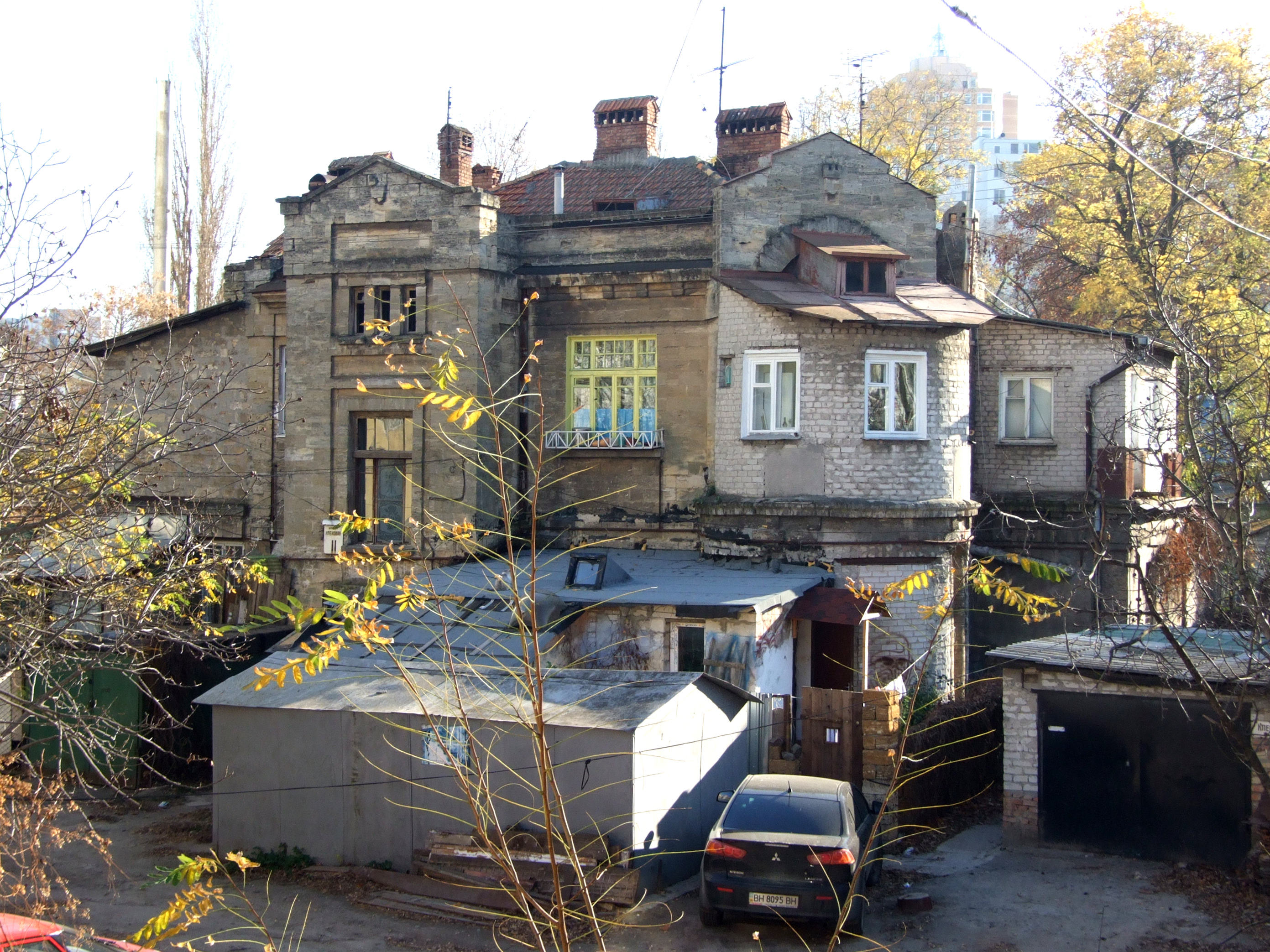
Один з великих котеджів селища «Самопоміч» на Кленовій вулиці, 11 у Одесі. Автор: інж. А. М. Клепінін, 1911 р. Фасад спотворений прибудовами.

Мі́сто-сад — це місто, призначене для здорового життя і праці, розміром не більш того, щоб забезпечити повноцінне соціальне життя, оточений сільським ландшафтом. Ідеологом концепції був Ебенізер Говард.
У такому місті житлові квартали перемежовуються із зеленими масивами
(останніх не менше 50 %); населення мешкає переважно в індивідуальних
малоповерхових будинках.
Ідея міста-саду — з'єднати позитивні межі міста і села: вся його земля знаходиться в суспільному володінні або закріплюється за громадою.

## Міста-Сади у Світі
- Велика Британія: по проєктам Раймонда Анвіна у 1903 році було побудовано місто Летчуерт-Гарден-Сіті, у 1920 році Уелін-Гарден-Сіті.
- Бельгія: район-сад Le Logis у комуні Брюсселю Ватермаль-Буатфор;
- Німеччина: район-сад Wandsbek-Gartenstadt у Гамбурзі, район-сад Essen-Margarethenhöhe, райони-сади Ратсхоф і Амалиенау у Калінінграді та інші;
- Російська Федерація: Місто-сад у Барнаулі, селище «Сокіл» у Москві, Червоне місто-сад у Ростові-на-Дону;
- Швеція: Södra Ängby у Стокгольмі
- Іспанія: житлові зони Парку Гуєля (проєкт Антоніо Гауді, 1900–1914 рр.) у Барселоні. Проєкт міста-саду реалізувати не вдалось, було продано лише дві ділянки.

## Міста-Сади в Україні

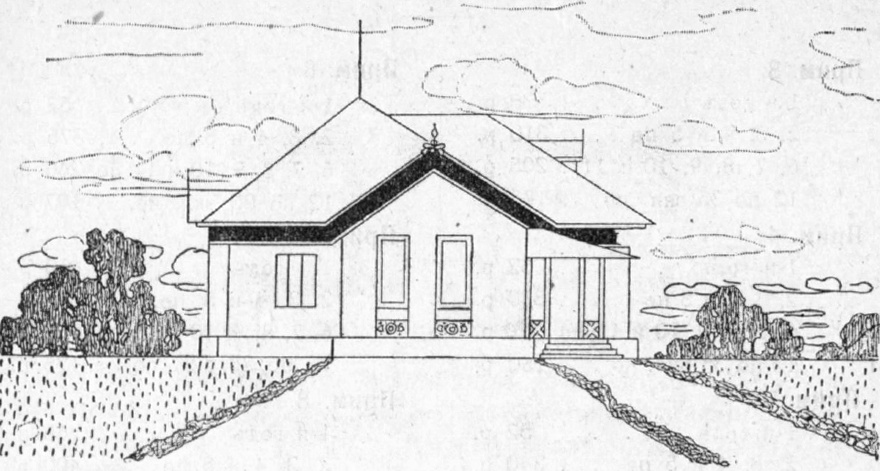
Проєкт будинку селища «Костянтинівка» у Одесі

- Одеса. Селище товариства влаштування і облаштування селища «Самопоміч». Товариство було створене у 1911 році з метою придбання особняків у межах Одеського градоначальства[2], але згодом були придбані ділянки у районі 5-ї станції лінії «Великий Фонтан», де було створене селище котеджів у концепції міста-саду. Одним з ідеологів селища був інженер-будівник Михайло Рафаілович Шапіро, який у 1913 році у Одеському відділенні Російського Імператорського Технічного товариства зробив доповідь «Сади-міста». У 1913 році товариство мало 142 ділянки[3]. Проєкти котеджів виконувались одеськими архітекторами А. Б. Мінкусом, М.І Лінецьким, Л. Л. Влодеком, Ю. М. Дмитренко, С. А. Ландесманом, громадянським інженером А. М. Клепініним та інженером Л. Б. Бєлкіним. Після революції на базі селища було створено дитяче містечко ім. Комінтерну, у II-й половині XX ст. коттеджі знову передали міським жителям, але вже з 1960-х років значна частина селища була знищена, на колишній території селища з'явилася багатоповерхова забудова.
- Одеса. Селище «Костянтинівка». Створено 31 березня 1914 року. Планувалося забудувати колишню ділянку одного з співзасновників Володимира Костянтиновича Бурди наприкінці Агрономічної вулиці одноповерховими будинками на 2, 3 та 4 кімнати з ділянками на 200 кв. саж., провести комунікації, трамвайну лінію[4]. Можливо було споруджено декілька будинків, до 2010-х років жодна споруда не збереглась.
- Одеса. Селище залізничників біля станції «Одеса-Мала». Будівництво почалося на місці казарм 8-го Іловайського піхотного полку близько 1925 року, планувалося забудувати велику територію, але план реалізований лише частково. Селище складалося з одноповерхових будинків розташованих по периметру чотирьох кварталів в середині кожного кварталу був розташований сад. У II-й половині XX століття селище поступово замінялося багатоповерховою забудовою. Останній одноповерховий будинок було зруйновано у 2000-х роках. У провулку Черепанових залишився двоповерховий будинок. Також на Транспортній вул., 3 існує нежитлова двоповерхова будівля, що входило до складу селища.